# 대한민국의 방송통신위원회 사무처장
대한민국의 방송통신위원회 사무처장은 위원장과 부위원장을 보좌하며, 정무직 혹은 1급 상당의 고공단으로 보한다.

## 역할
- 방송통신위원회 사무처장은 위원장, 부위원장을 보좌하여 소관사무를 처리하고 소속공무원을 지휘·감독하며, 부위원장이 사고로 직무를 수행할 수 없으면 그 직무를 대행한다.

## 역대 사무처장

### 방송위원회 사무총장
- 김구동

### 방송통신위원회 사무총장
- 김구동

### 방송통신위원회 사무처장
- 정종기 2016년 9월 13일 ~ , 기조실장에서 내부승진[1]
- 조경식 2017년 ~ 2019년 3월
- 김재영 2019년 3월 ~ 2020년 3월 31일
- 최성호 2020년 3월 31일 ~ 2022년 12월 29일[2]
- 최성호 2022년 12월 30일 ~ 3월 31일, 유임
  - 궐위 2023년 4월 ~ 5월
- 조성은 2023년 6월 1일 ~

## 같이 보기
- 대한민국 방송통신위원회
- 방송통신위원회 위원장
- 방송통신위원회 부위원장